# Поповичі (Яворівський район)
Попо́вичі — село в Україні, у Яворівському районі Львівської області. Населення становить 590 осіб. Орган місцевого самоврядування — Шегинівська сільська рада.
У цьому прикордонному селі (в лісі, на північно-західній околиці) зберігся комплекс оборонних споруд XIX—ХХ ст., які оточували місто Перемишль (див. Фортеця Перемишль). Комплекс складався із 57 фортів, шість з них нині розташовані на території України.
З 2009 по 2012 роки біля фортифікаційних споруд проводився фестиваль мистецтв Fort.Missia. В 2012 році фестиваль провели на території Польщі, а у 2013 році Fort.Missia об'єдналася з фестивалем Франко Фест під назвою Франко.Missia. Частина подій відбулася в Поповичах, частина — в Нагуєвичах.

## Духовне життя
У селі є церква великомученика Димитрія Солунського. Належить парафії ПЦУ.